# Aleksander Polek

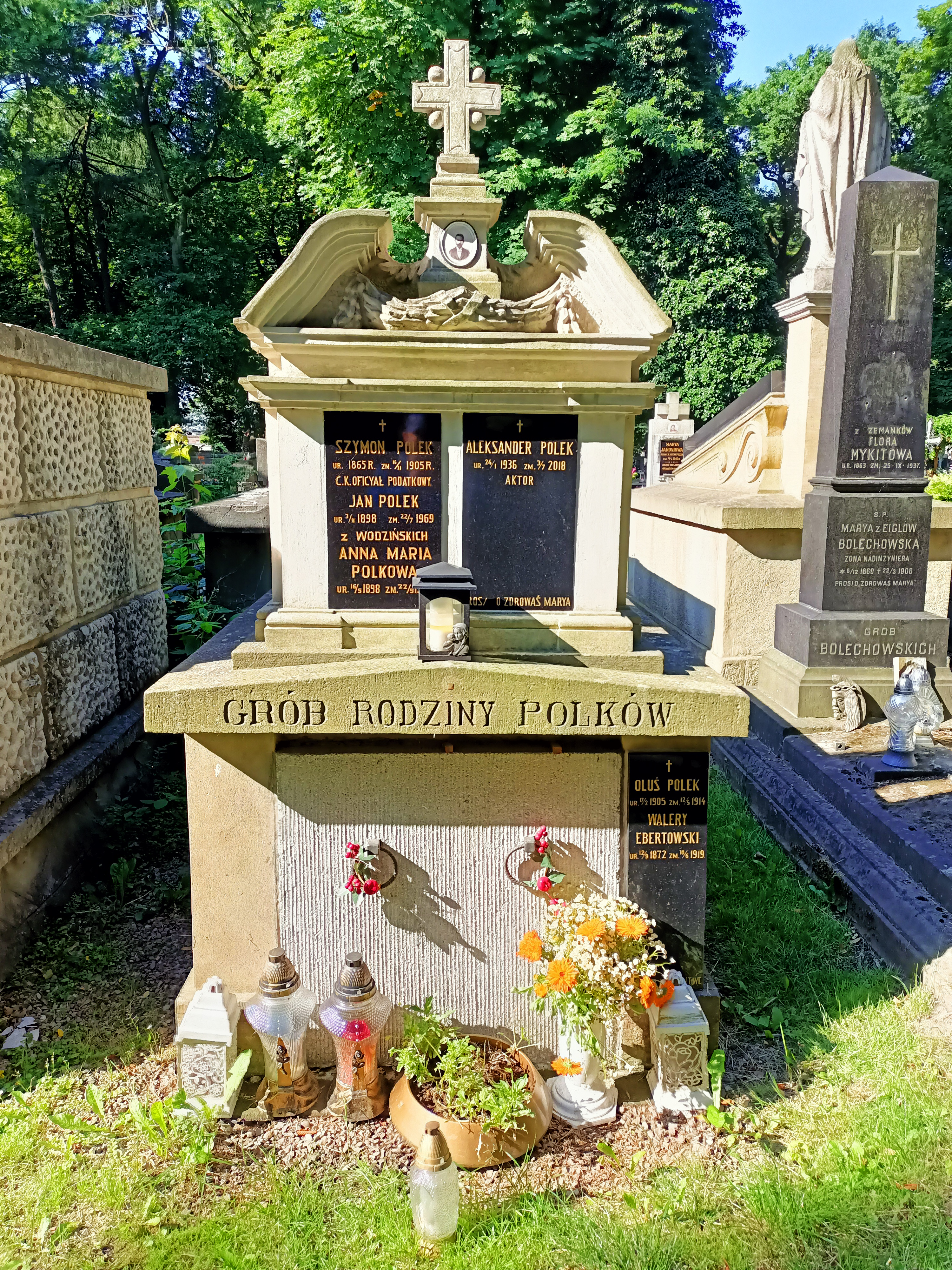
Grób Aleksandra Polka na Cmentarzu Rakowickim w Krakowie

Aleksander Polek (ur. 24 stycznia 1936 w Krakowie, zm. 3 lipca 2018) – polski aktor.

## Życiorys
W latach 1957–1958 występował na deskach Teatru im. Wandy Siemaszkowej w Rzeszowie oraz jednocześnie w 1957 na scenie Teatru Śląskiego im. Stanisława Wyspiańskiego w Katowicach. Od 1958 do 1964 był aktorem Teatru Ludowego w Krakowie, a następnie w latach 1964–1972 występował na deskach Teatru Rozmaitości w Krakowie, w latach 1972–1976 na deskach Teatru im. Juliusza Słowackiego w Krakowie, a od 1979 do 1988 w Tarnowskim Teatrze im. Ludwika Solskiego. W dorobku miał między innymi role Papkina w inscenizacji komedii Zemsta – Aleksandra Fredry w reż. Wojciecha Jesionki.
Wystąpił również w dwóch sztukach Teatru Telewizji: W sprawie fizyka Roberta Oppenheimera z 1971 w reż. Ryszarda Smożewskiego oraz Niebezpiecznym panie Mochnacki z 1980 w reż. Jerzego Krasowskiego. W 2003 roku wcielił się w postać Adolfa Hitlera w niemieckim filmie Hansa-Christopha Blumenberga pt. Ostatnia bitwa (Die Stunde der Offiziere).
Zmarł 3 lipca 2018 i został pochowany na cmentarzu Rakowickim w Krakowie.